# Marcha Verde
A Marcha Verde foi um protesto generalizado ocorrido em Novembro de 1975, organizado pelo governo de Marrocos para forçar Espanha a entregar o território disputado do Saara Espanhol.

## Bibliografia

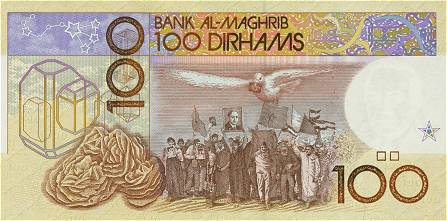
Nota de 100 dirrãs comemorando a Marcha Verde

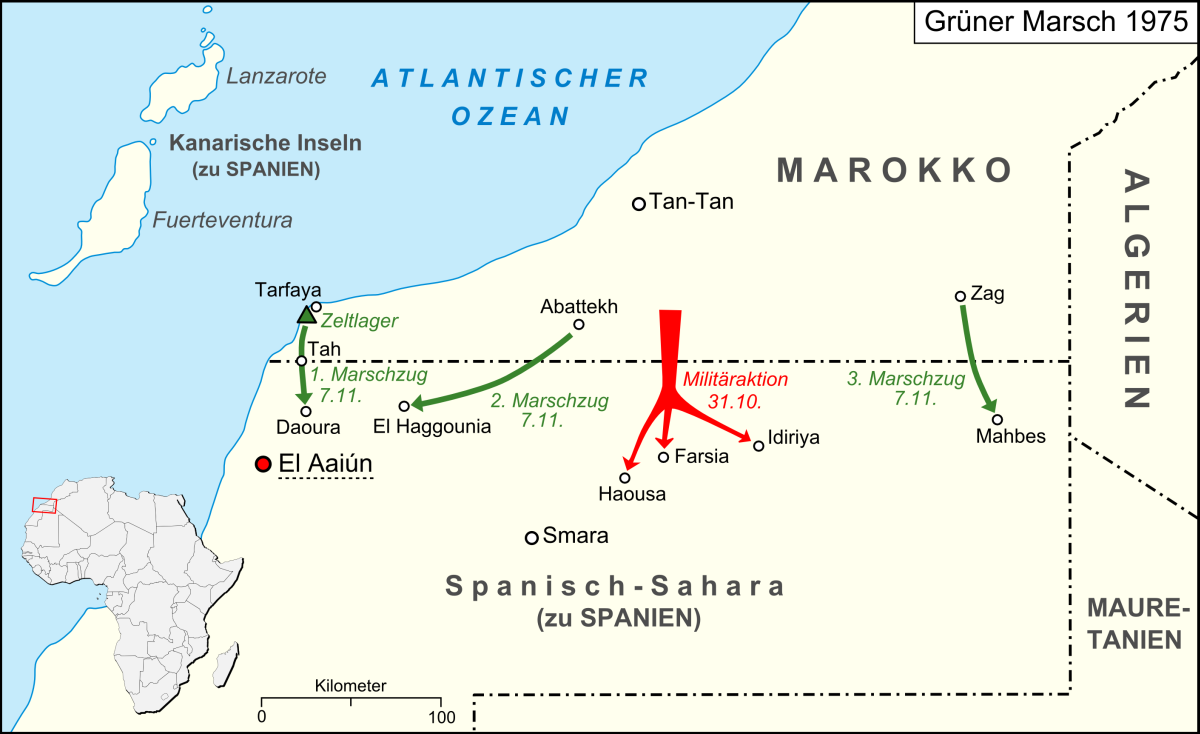
Marchas de 7 de Novembro (a verde) e acção militar de 31 de Outubro (a vermelho)